# レムボング語
レムボング語（レムボングご、英: Rembong）は、インドネシアのフローレス島の中央部で話されている言語である。

## 概要
方言の一つであるNamu方言は、ガダ語に似ている言語であると言われている。